# Return to the Past
Return to the Past er det danske power metal band Seven Thorns's debutalbum. Det blev udgivet den 23. november 2010 gennem det amerikanske label Nightmare Records. På dette album spiller det nye line-up af Seven Thorns, med Lars Borup som det eneste oprindelige medlem. Gæstemusikere fra Fate og det tyske power metal band At Vance kan også høres på albummet. Titlen Return to the Past referer til, at bandet ville vende tilbage til den stil og sound, som det oprindeligt var tiltænkt for Seven Thorns.

## Trackliste
1. Liberty
2. End of the Road
3. Through the Mirror
4. Freedom Call
5. Countdown
6. Forest Majesty
7. Spread Your Wings
8. Fires and Storms
9. Return to the Past

## Line-up
- Lars Borup – Trommer, backing kor
- Gabriel Tuxen – Guitar, backing kor
- Christian B. Strøjer – Guitar, backing kor
- Asger  W. Nielsen – Keyboard, backing kor
- Nicolaj Marker – Bass, backing kor
- Erik "EZ" Blomkvist – Sang
- Mik Holm – Komponist, backing kor

## Gæstemusikere
- Mikkel Henderson (Fate, Evil Masquerade) – Keyboard på track 5-9, solo på 'Spread Your Wings'
- Olaf Lenk (At Vance) – Guitarsolo på 'Liberty'

## Produktion
- Peter Brander (Media Sound Studio) – Indspilning og mixning
- Tommy Hansen (Jailhouse Studio) – Mastering